# O͘
O͘, o͘ (O с точкой сверху справа) — буква расширенной латиницы. Используется в романизации пэвэдзи тайваньского языка для обозначения звука [ɔ].

## История
Символ был введен сямыньским миссионером Элиу Доти в середине XIX века для различения южноминьских гласных [ə] и [ɔ] (последний обозначался с помощью o͘). С тех пор эта буква была установлена в орфографии пэвэдзи, хотя иногда встречаются и альтернативные обозначения — например, в словаре Карстерса Дугласа 1873 года вместо неё использовалась O с завитком (), а в словаре пинангского хокиэна Тан Сью Имм 2016 года вместо o͘ используется ɵ.

## Тона
Поскольку тайваньский — тоновый язык, буква o͘ обозначает звук первого или четвёртого (в зависимости от терминали) тона. Для обозначения других тонов используются буквы с дополнительными диакритическими знаками:
- Ó͘ ó͘ — второй тон;
- Ò͘ ò͘ — третий тон;
- Ô͘ ô͘ — пятый тон;
- Ō͘ ō͘ — седьмой тон;
- O̍͘ o̍͘ — восьмой тон.

## Кодировка
В качестве отдельного символа буква в Юникод не включена, однако её можно представить, используя заглавную (U+0041) или строчную (U+0061) букву O и комбинируемый диакритический знак точка сверху справа (U+0358).
Данная комбинация поддерживается не всеми шрифтами, поэтому зачастую она заменяется на o· (o с интерпунктом), o• (o с маркером списка), o' (o с апострофом), а также диграфы oo или ou.